# Vals (Zwitserland)
Vals (Walserduits: Falsch; Reto-Romaans: Val) is een gemeente en plaats in het Zwitserse kanton Graubünden, en maakt deel uit van het district Surselva. Vals telde in 2013 ruim 1000 inwoners.
Vals is de grootste plaats in het Valsertal, een zijdal van het Val Lumnezia, en vormt een Duits taaleiland in een Reto-Romaanse omgeving. De bevolking bestaat van oorsprong uit Walser immigranten en spreekt een Hoogstalemannisch dialect.
Op 20 januari 1951 werd het dorpje getroffen door een ernstige lawine, waarbij 19 mensen onder wie 14 kinderen om het leven kwamen. Eerder, op 22 februari 1945, vielen abusievelijk geallieerde bommen op Vals. Meerdere bewoners kwamen om.
Vals is bekend als kuuroord en heeft een thermaalbad, dat is ondergebracht in een door Peter Zumthor ontworpen gebouw, het Therme Vals. Het is bekleed met Valser gneis, een gesteente dat hier gewonnen wordt. Het water van de St. Petersquelle wordt behalve voor het thermaalbad ook gebotteld en onder de merknaam Valser op de markt gebracht.

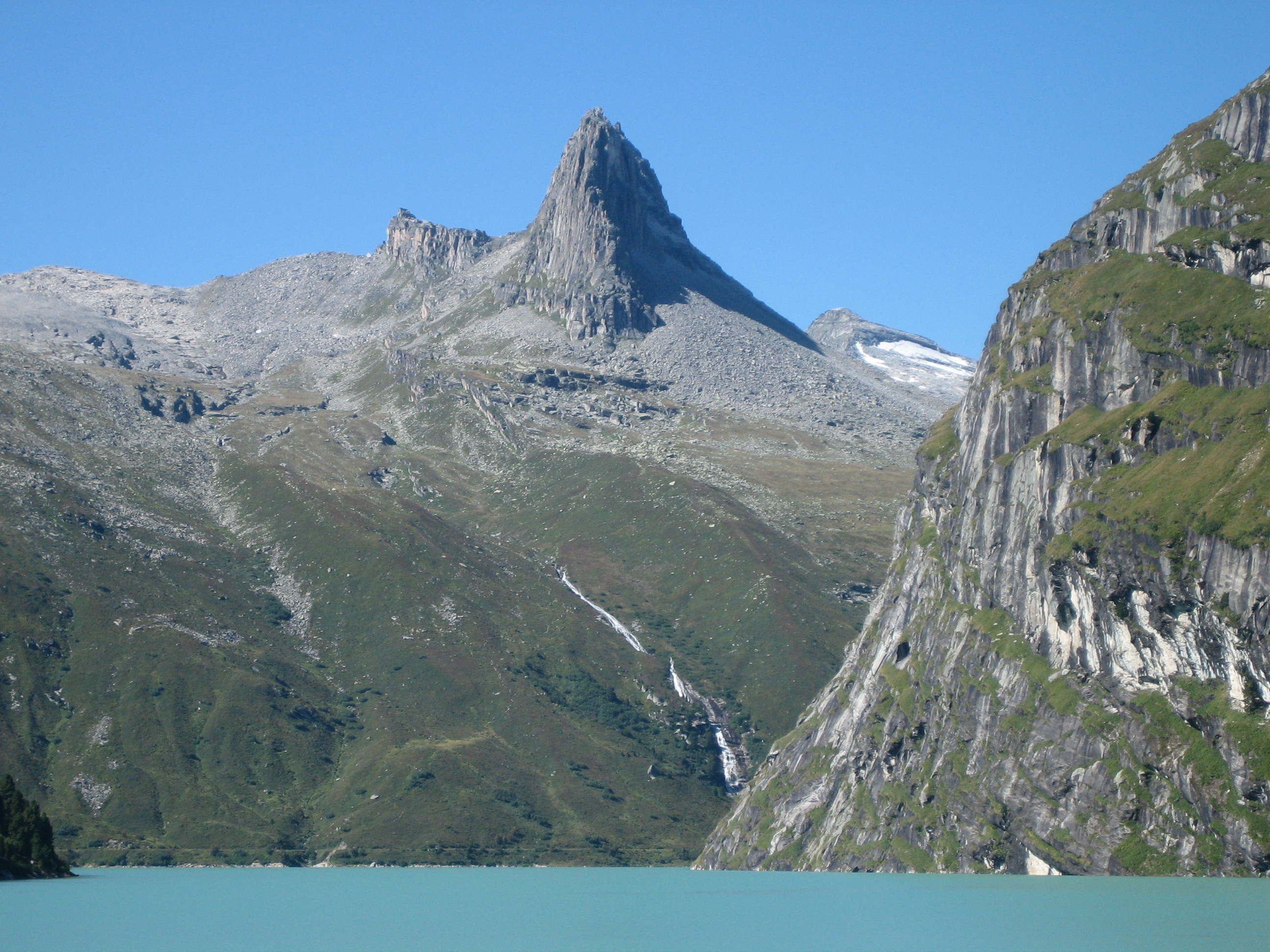
Zervreilahorn ten zuidwesten van het dorp